# Granturile SEE și norvegiene
Granturile SEE și norvegiene (EEA Grants and Norway Grants) reprezintă contribuția financiară acordată de Norvegia, Islanda și Liechtenstein pentru reducerea disparităților economice și sociale în Spațiul Economic European și pentru consolidarea relațiilor bilaterale cu 16 state membre ale Uniunii Europene și SEE din Nordul, Centrul și Sudul Europei.
Prin intermediul finanțărilor, Islanda, Liechtenstein și Norvegia contribuie și la consolidarea valorilor europene fundamentale precum democrația, toleranța și statul de drept.

## Introducere[1][2]
Islanda, Liechtenstein și Norvegia sunt partenerii Uniunii Europene prin Acordul privind Spațiul Economic European (SEE). Acesta permite liberul transfer de bunuri, servicii, persoane și capital pe piața internă.
Acordul SEE include și scopul comun de a reduce disparitățile economice și sociale în Europa. Încă de la intrarea în vigoare a Acordului, în 1994, Islanda, Liechtenstein și Norvegia au contribuit la progresul social și economic în țările mai puțin bogate ale UE și SEE.   
Contribuția a fost acordată prin intermediul Mecanismului Financiar (1994-1998), a Instrumentului Financiar (1999 – 2003) și a Granturilor SEE și norvegiene (2004-2009 și 2009-2014).
Începând din 2004, există două mecanisme separate: EEA Grants și Norway Grants (în limba română: Granturile SEE și norvegiene). Norvegia este principalul contribuabil în ambele mecanisme (Granturile SEE: 95.8% și Granturile norvegiene: 100%).
În acordurile privind Mecanismele Financiare 2009-2014, dezvoltarea relațiilor bilaterale între țările donatoare și cele beneficiare a fost introdusă ca un obiectiv fundamental, alături de reducerea disparităților sociale și economice.
Când o perioadă de finanțare se încheie, țările donatoare și Uniunea Europeana evaluează necesitatea continuării acordării sprijinului pentru reducerea disparităților sociale și economice în Spațiul Economic European și negociază asupra contribuțiilor financiare.

## Eligibilitate

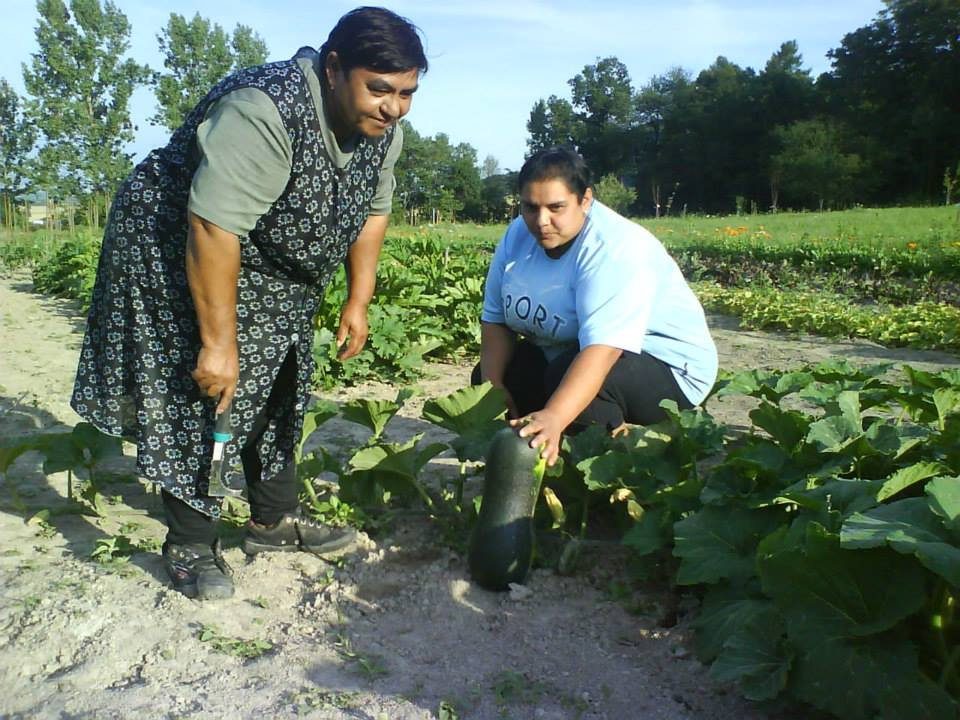
Fermă organică Malinka în Rudlov (Slovacia) a fost renovată și extinsă, generând noi locuri de muncă și contribuind la menținerea celor existente. În Slovacia, rata șomajului în rândul populației de etnie Roma este de aproximativ 80%.

Eligibilitatea pentru finanțări corespunde criteriilor stabilite de Fondul UE de Coeziune dedicat statelor membre în care venitul național brut pe cap de locuitor este sub 90% din media UE. Țările care au aderat la UE înainte de 2004 sunt excluse de la acordarea acestor finanțări prin Granturile norvegiene.

## Cum funcționează
Statele Donatoare și UE cad de acord asupra contribuției totale și a distribuirii finanțărilor către statele beneficiare.
În cadrul alocărilor naționale, Donatorii negociază cu fiecare stat beneficiar pentru a decide ce programe vor iniția, care sunt obiectivele acestora și ce sume vor fi alocate fiecărui program în parte. Acordurile au la bază nevoile și prioritățile statelor beneficiare și sfera de cooperare cu statele donatoare.
Un Punct Național de Contact este responsabil pentru managementul general al programelor în fiecare stat beneficiar. Operatorii de Programe dezvoltă și coordonează programele, adesea în colaborare cu un partener din statele Donatoare, fiind responsabili și cu acordarea finanțărilor pentru proiecte. Proiectele sunt selectate în mare măsură ca urmare a unor apeluri pentru propuneri de proiecte organizate de Operatorii de Programe.

## EEA și Norway Grants 2014-2021
În 20 iulie 2015, Ministerul Norvegian al Afacerilor Externe a anunțat că Norvegia și UE au inițiat un acord pentru o nouă perioadă a Granturilor SEE și norvegiene. Până acum nu au fost dezvăluite mai multe detalii. Perioada de finanțare s-a extins de la cinci la șapte ani. Granturile norvegiene (exclusiv finanțate de Norvegia) însumează 179,1 milioane Euro pe an în timp ce Granturile SEE însumează 221,2 milioane Euro pe an pentru perioada 2014-2021.
Conform unui comunicat de presă emis de Ministerul Norvegian al Afacerilor Externe, finanțarea se va concentra pe promovarea inovației și a dezvoltării prin cercetare, educație și extinderea mobilității pe piața europeană a muncii. Norvegia își va extinde cooperarea cu statele beneficiare în sfera justiției și afacerilor interne. Aceasta va include eforturi comune de abordare a provocărilor cu care se confruntă Europa datorită migrației.
Se va stabili și un fond regional de aproximativ 850 de milioane NOK (100 milioane Euro). Cu ajutorul acestuia vor fi abordate provocările transfrontaliere din Europa.

## Granturile SEE sși norvegiene 2009–2014

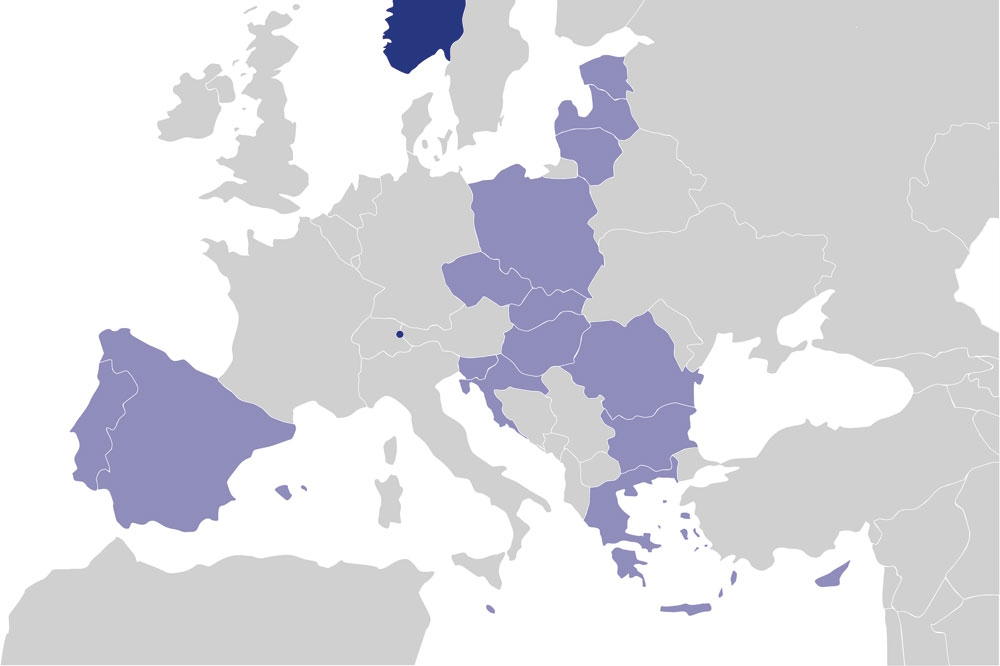
În total, 16 țări în Nordul, Centrul și Sudul Europei primesc finanțări prin Granturile SEE și norvegiene 2009-2014.

## Granturile SEE sși norvegiene 2009–2014[3]

### Granturile SEE: 993,50 milioane Euro

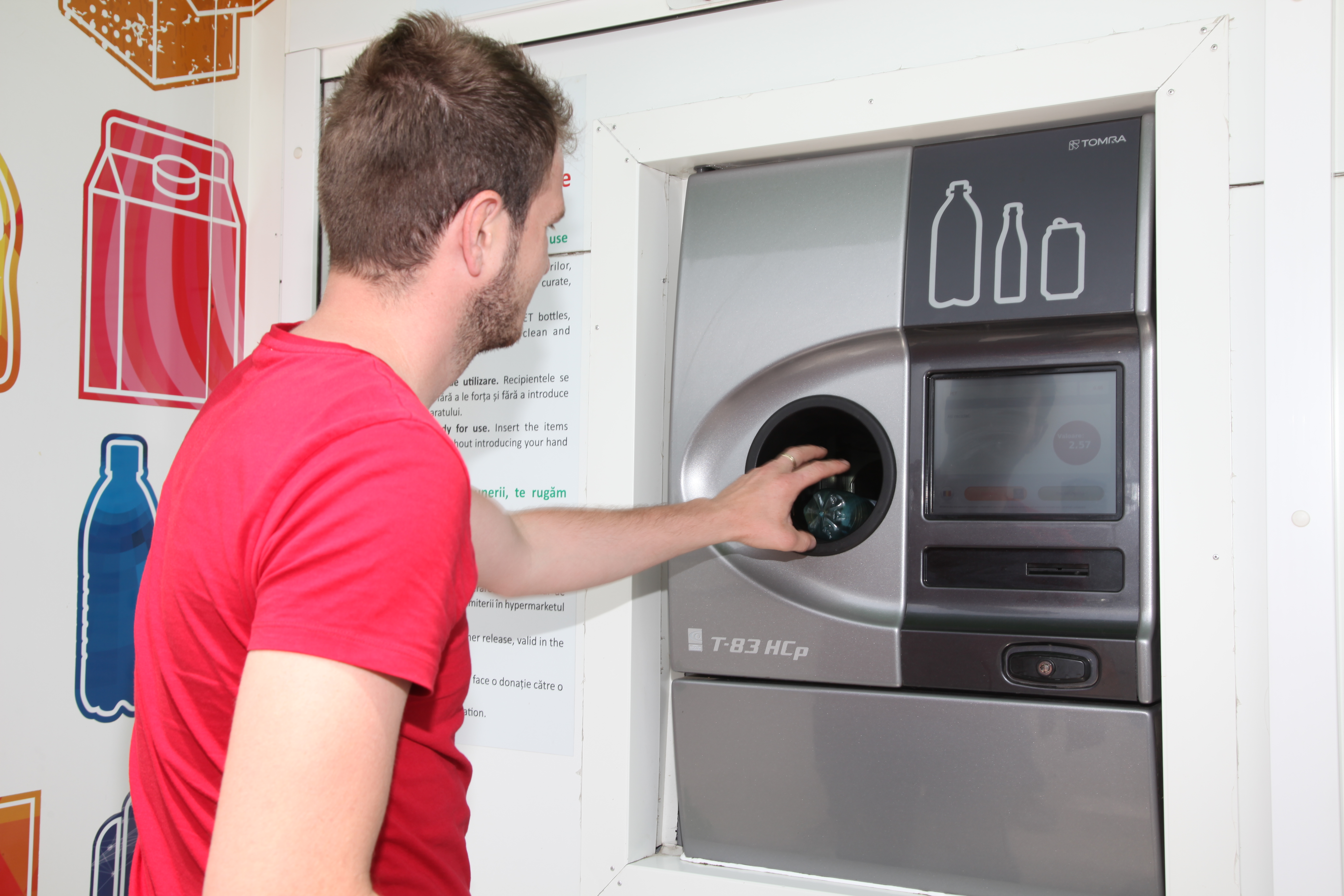
Unul din cele 25 de puncte de colectare a deșeurilor deschise de compania Total Waste Management în România, țara cu cea mai redusă rată de colectare a deșeurilor din UE. Punctele au fost deschise în cooperare cu companiile norvegiene Tomra și Orwak cu finanțare prin Granturile norvegiene.

| State beneficiare | Total alocat (mil. €) |
| ----------------- | --------------------- |
| Bulgaria          | 78,6                  |
| Croația           | 5,0                   |
| Cipru             | 3,85                  |
| Republica Cehă    | 61,4                  |
| Estonia           | 23,0                  |
| Grecia            | 63,4                  |
| Ungaria           | 70,1                  |
| Letonia           | 34,6                  |
| Lituania          | 38,4                  |
| Malta             | 2,9                   |
| Polonia           | 266,9                 |
| Portugalia        | 58,0                  |
| România           | 190,8                 |
| Slovacia          | 38,4                  |
| Slovenia          | 12,5                  |
| Spania            | 45,9                  |

### Granturile norvegiene: 804,6 milioane Euro
| State beneficiare | Total alocat (mil. €) |
| ----------------- | --------------------- |
| Bulgaria          | 48,0                  |
| Croația           | 4,6                   |
| Cipru             | 4,0                   |
| Republica Cehă    | 70,4                  |
| Estonia           | 25,6                  |
| Ungaria           | 83,2                  |
| Letonia           | 37,4                  |
| Lituania          | 45,6                  |
| Malta             | 1,6                   |
| Polonia           | 311,2                 |
| România           | 115,2                 |
| Slovacia          | 42,4                  |
| Slovenia          | 14,4                  |

În plus, 8 milioane de Euro au fost alocați pentru Fondul Global pentru Muncă Decentă și Dialog Tripartit coordonat de Innovation Norway. 

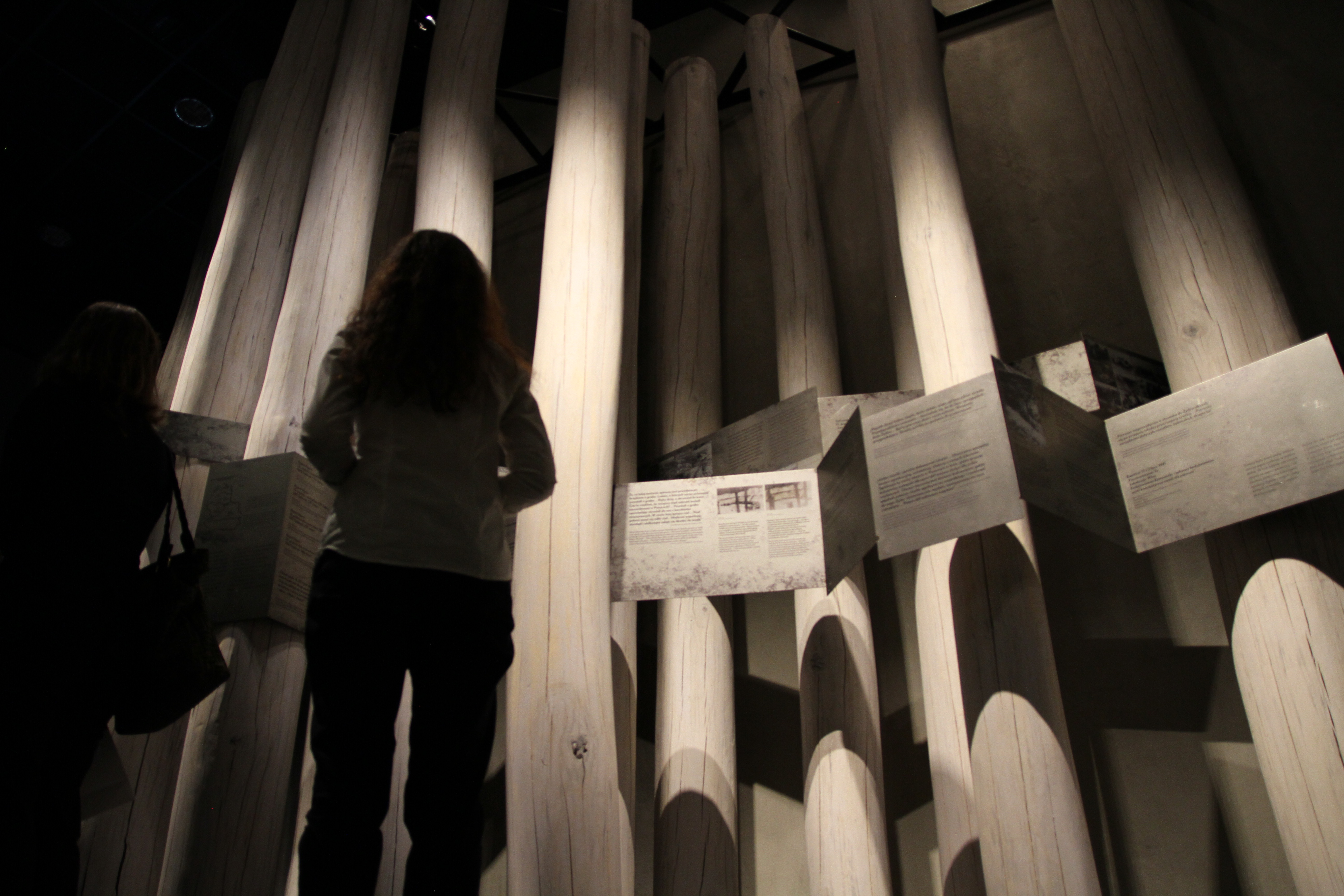
Program educațional al Muzeului POLIN din Varșovia.

### Domenii de finanțare
Fondurile se alocă pentru 150 de programe în următoarele domenii de activitate:
- Protecția și managementul mediului
- Schimbările climatice și energia regenerabilă
- Captarea și stocarea carbonului
- Cercetare și burse
- Inovare verde în industrie
- Justiție și afaceri interne
- Societate civilă
- Dezvoltare umană și socială
- Patrimoniul cultural și schimburi culturale
- Muncă decentă și dialog tripartit

Unele programe finanțate de Granturile SEE și norvegiene 2009-2014 se vor derula până în 2017. Peste 80 de programe sunt implementate în colaborare cu instituții publice din țările donatoare. Peste 20% dintre proiecte au parteneri din Norvegia, Islanda sau Liechtenstein. O prezentare detaliată a proiectelor este disponibilă pe portalul Granturilor SEE și norvegiene Arhivat în 12 martie 2016, la Wayback Machine..

### Rezultate
Programele se vor derula până în 2017 și doar câteva au fost evaluate până în prezent. O evaluare independentă a programelor ONG Arhivat în 4 martie 2016, la Wayback Machine. a concluzionat că acestea au crescut capacitatea societății civile din Europa Centrala și de Sud, contribuind totodată la mobilizarea implicării active a cetățenilor în relațiile cu guvernele lor. Alte rezultate preliminare sunt expuse în Rapoartele Anuale..

### Granturile SEE și norvegiene în România 2009-2014
România beneficiază de finanțări SEE și norvegiene începând din anul 2007, odată cu aderarea la UE și la Spațiul Economic European (SEE – EEA). În perioada 2009-2014, au fost alocați 306 milioane de Euro, ceea ce face din România al doilea beneficiar al Granturilor SEE și norvegiene. Proiectele pot fi implementate până în 2017. 
Principalele domenii de finanțare și cooperare sunt:
- Susținerea reformei judiciare
- Combaterea criminalității transfrontaliere și a crimei organizate
- Ameliorarea situației grupurilor vulnerabile, inclusiv a populației de etnie Roma
- Creșterea competitivității intreprinderilor ecologice, încurajarea inovației verzi și a spiritului întreprinzător
- Consolidarea capacității societății civile de a promova dreptatea socială, democrația și dezvoltarea durabilă

## 2004–2009[2]
Granturi SEE: 672 milioane de Euro
Statele beneficiare: Bulgaria (din 2007), Croația, Cipru, Republica Cehă, Estonia, Grecia, Ungaria, Letonia, Lituania, Malta, Polonia, Portugalia, România (din 2007), Slovacia, Slovenia și Spania.
 Granturi norvegiene: 567 milioane de Euro
Statele beneficiare: Croația, Cipru, Republica Cehă, Estonia, Ungaria, Letonia, Lituania, Malta, Polonia, Slovacia și Slovenia.
În plus, Norvegia a alocat 68 de milioane de Euro prin intermediul programelor de cooperare bilaterală cu Bulgaria și România în 2007, când cele două state au aderat la UE.
Norvegia – ca cel mai mare donator – a contribuit cu 97% din fondurile pentru cele trei scheme de finanțare.
Extinderea UE și SEE în 2004 și 2007 a necesitat o creștere substanțială a contribuției pentru unitatea europeană. Majoritatea noilor state membre erau mult sub media UE la capitolul dezvoltare socială și economică. Spre exemplu, cele 10 state care au aderat la UE în 2004 însumau 75 de milioane de locuitori și un GDP cumulat sub cel al Norvegiei și Elveției împreună, acestea din urmă având un total de 12 milioane de locuitori. În perioada 2004-2009, Norvegia, Islanda și Liechtenstein au contribuit cu 1,307 miliarde Euro. Distribuția fondurilor s-a efectuat raportat la populație și la GDP per capita. Astfel, Polonia a beneficiat de cele mai multe fonduri, urmată de Ungaria, România și Republica Cehă.

### Domenii de finanțare
1250 de proiecte, programe și fonduri au primit susținere financiară prin intermediul Granturilor SEE și norvegiene 2004-2009. Au fost finanțate proiecte din domeniile:
- Mediu
- Sănătate și Protecția Copilului
- Cercetare și burse
- Patrimoniu cultural
- Profesionalizare instituțională și dezvoltarea resurselor umane
- Schengen și justiție
- Societate civilă
- Dezvoltare regională și activiăți transfrontaliere

Peste 1 din 5 proiecte finanțate au fost parteneriate între țările beneficiare și Islanda, Liechtenstein sau Norvegia. Scurte descrieri are proiectelor, fotografii și video sunt disponibile pe portalul Granturilor SEE și norvegiene Arhivat în 12 martie 2016, la Wayback Machine..

### Rezultate
Evaluarea finala a Granturilor SEE și norvegiene 2004-2009 Arhivat în 9 octombrie 2015, la Wayback Machine. a concluzionat: ‘Desigur, Granturile SEE și norvegiene au contribuit la reducerea disparităților în Europa, deși la o scară mai mică decât fondurile UE.’ (2012)
De asemenea, Biroul Auditorului General al Norvegiei a constatat că ‘proiectele din perioada 2004-2009 au atins, în mare, obiectivele planificate. Există și exemple de obiective atinse la nivel local.’  (2013)
Alte evaluări realizate pe sectoare specifice sunt disponibile pe pagina de web a Ministerului Norvegian al Afacerilor Externe.

## Instrumentul financiar 1999–2003[2]
În perioada 1999-2003, Grecia, Irlanda, Irlanda de Nord, Portugalia și Spania au primit 119,6 milioane de Euro de la statele SEE/ AELS – Islanda, Liechtenstein și Norvegia. Au fost finanțate proiecte în domeniile: protecția mediului, reînnoire urbană, poluare în zonele urbane, protecția patrimoniului cultural, transport, educație și formare, cercetare academică. Aproximativ 93% din fonduri au fost acordate pentru proiecte legate de protecția mediului.

## Mecanismul financiar 1994–1998[2]
Primul program pentru suport economic s-a adresat Greciei, Irlandei, Irlandei de Nord, Portugaliei și Spaniei. Proiectele finanțate au aparținut domeniilor: protecția mediului, educație și formare, transport. Pe lângă contribuția de 500 milioane de Euro pentru proiecte, s-au acordat și reduceri de dobândă la împrumuturi de peste 1,5 miliarde Euro la Banca Europeană de Investiții (BEI).
Când Finlanda, Suedia și Austria au părăsit AELS pentru a adera la UE la 1 ianuarie 1995, Comisia Europeană a preluat responsabilitatea contribuțiilor celor trei state.

## Legături externe
- Official EEA and Norway Grants site
- Official EEA and Norway Grants web site of the Norwegian Ministry of Foreign Affairs
- Official YouTube channel of the EEA and Norway Grants